# 鲜黄关木通
鲜黄关木通（学名：Isotrema hyperxanthum）是马兜铃科关木通属的一种木质藤本植物，是中国的特有植物。分布于中国浙江。